# Aclytia affinis
Aclytia affinis är en fjärilsart som beskrevs av Rothschild 1912. Aclytia affinis ingår i släktet Aclytia och familjen björnspinnare. Inga underarter finns listade i Catalogue of Life.